# یلوه تونگاتاپو
یلوه تونگاتاپو (نام علمی: Gallirallus hypoleucus) نام یک گونه منقرض‌شده از سرده یلوه‌های استرالیا-آرام است.